# Beffe
Beffe (en wallon Bêfe) est une section de la commune belge de Rendeux située en Région wallonne dans la province de Luxembourg.
C'était une commune à part entière avant la fusion des communes de 1977.

## Démographie
- Source: INS recensements population

## Histoire
Beffe n'était une commune de la province de Luxembourg que depuis 1839. Elle fut créée en 1823 par la fusion des communes grand-ducales de Beffe, Magoster et Trinal.
Au cours de la Seconde Guerre mondiale, le 11 mai 1940, lendemain du déclenchement de la campagne des 18 jours, Beffe est prise par les Allemands du Kradschützen-Bataillon 7, unité de la 7e Panzerdivision qui a pour objectif de traverser la Meuse au niveau de Dinant.
Au cours de l’été 1944, un camp de la Mission Marathon a été organisé secrètement dans le village de Beffe. La Mission Marathon, dirigée en Belgique par Albert Ancia, visait à mettre des aviateurs alliés à l’abri dans des camps, plutôt que de les évacuer par les filières d’évasion classiques. Abattus en territoires occupés, ils étaient acheminés de tout le pays vers l’Ardenne, en passant par Namur ou Liège. Six camps ont ainsi été établis en Ardenne, où les aviateurs allaient séjourner jusqu’à la Libération, en passant de camp en camp. Quand les premiers aviateurs sont arrivés à Beffe le 21 juin 1944, la cabane qui aurait dû les abriter n’était pas prête. Dès lors, les hommes ont été logés dans le Chalet Albert Ier, dans le village même. Vincent Wuyts et son épouse Marie Ghislaine Denis y ont caché et nourri plus de trente aviateurs. Selon le plan initial, les aviateurs ont été progressivement transférés vers d’autres camps. Toutefois, le transfert a dû être accéléré lorsque trois jeunes gens ont été abattus à proximité par les Allemands, sans aucun rapport avec la Mission Marathon. Plusieurs habitants de la région ont contribué à la sécurité et au ravitaillement des aviateurs.